# L'Homme-auto
L'Homme-auto (titre original : Ajantrik) est un film indien réalisé par Ritwik Ghatak et sorti en 1958.

## Synopsis
Ranchi (frontière du Bengale et du Bihar). Bimal, un chauffeur de taxi irascible et excentrique, entretient une relation quasi amoureuse avec sa vieille voiture déglinguée, une Chevrolet modèle 1920, qu'il a appelée Jagaddal, que l'on pourrait traduire du bengali par "Inamovible". Cette voiture n'est d'ailleurs pas semblable aux autres, elle peut être jalouse, surtout lorsque son conducteur veut porter secours à une jeune femme...

## Fiche technique
- Titre du film : L'Homme-auto
- Titre original : Ajantrik (Non mécanique)
- Titre alternatif en anglais : The Pathetic Fallacy (L'Erreur pathétique)
- Scénario et réalisation : Ritwik Ghatak, d'après une nouvelle de Subodh Ghosh
- Photographie : Dinen Gupta - Noir et blanc/35 mm
- Montage : Ramesh Joshi
- Son : Mrinal Guha Thakurta et Satyen Chatterjee
- Musique : Ali Akbar Khan
- Décors : Rabi Chatterjee
- Production : L.B. Films International et Pramod Kumar Lahiri
- Durée : 120 minutes
- Pays d'origine :  Inde
- Date de sortie : 23 mai 1958
- Genre : Comédie dramatique

## Distribution
- Kali Banerjee : Bimal
- Une Chevrolet Touring Car, modèle 1920 : Jagaddal
- Deepak : le garçon, Sultan
- Kajal Chatterjee : Hashi
- Keshto Mukherjee : Bullake
- Gangapada Basu : l'oncle
- Satindra Bhattacharya : le neveu
- Anil Chatterjee : le "Dom Juan"
- Jnanesh Mukherjee : Gour

## Autour du film
Ritwik Ghatak confie : « J'ai pensé à l'histoire d' Ajantrik pendant douze longues années avant d'en faire un film. » À l'époque où le cinéaste indien découvre la nouvelle de Subodh Ghosh (1909-1980), il n'est encore qu'un homme jeune et inexpérimenté, mais l'œuvre frappe son imagination et le tient captif des journées durant. (Texte paru dans Indian Film Review, déc. 1958).
« Notre littérature et, à vrai dire, notre culture elle-même (c'est-à-dire la culture de la classe moyenne urbaine) ne se sont jamais souciées de l'ère de la machine. (...) Elle est ce qui engloutit tout ce qui est bon, tout ce qui relève de la contemplation et du spirituel », explique, à ce moment, Ritwik Ghatak. Or, poursuit-il, « cette attitude n'est guère compatible avec la vérité objective qui est celle de l'Inde d'aujourd'hui. Ou de notre avenir, en l'occurrence. » Dans ce texte prophétique, il dit également : « Intégrer sur le plan des émotions cet âge de la machine : tel est l'ordre du jour. C'est précisément ce à quoi est parvenu le récit d' Ajantrik pour la première fois dans l'histoire de notre littérature. » En outre, Ajantrik réalise cet objectif d'une manière typiquement indienne, affirme-t-il en substance. « On y retrouve cette fine saveur indigène, tant dans la structure de l'intrigue que dans la spécificité et le style de narration. »
Quel est donc le sens profond du titre A-jantrik ? Le terme jantrik, utilisé par les Bengalis,  est défini en relation avec le mode de vie des centres urbains dans lesquels tout est soumis au machinisme ; le monde "naturel" et sain étant celui de la communauté rurale. 
Dans le film, l'attitude de Bimal, le chauffeur de taxi, est déconcertante. « Il faut être idiot pour s'identifier à un homme qui croit que cette voiture abandonnée de Dieu possède une vie propre. Il faut être idiot comme le sont les enfants, simple comme le sont les paysans, animiste comme le sont les populations tribales. » (R. Ghatak, texte cité). Et, pourtant, « le récit sonne juste à chaque ligne. » (R. Ghatak)
L'introduction, à l'intérieur du film, d'une bifurcation ethno-documentaire sur les peuples Oraons, digne du Tabou de Murnau et Flaherty, n'est donc pas une complète digression. « Les Oraons font preuve de la même empathie vis-à-vis de ce qui leur vient du monde extérieur, telle est la thèse qui fonde cette histoire sur le plan des émotions. J'ai découvert qu'il y avait des affinités entre leur pathetic fallacy (autre titre du film) et celle de Bimal, le héros d' Ajantrik. C'est pourquoi leur présence forme le décor idéal de ce film », précise le réalisateur (texte cité).
Tout au long du film, « nous nous sommes amusés (...) même si sa réalisation n'a absolument rien produit en termes d'entrées au box-office », raconte R. Ghatak. « C'est une histoire sans bon sens », renchérit Serge Daney. Jusqu'au bout, Bimal croit à sa voiture en tant qu'Homme-auto. Lorsqu'un gamin joue avec le klaxon de sa vieille Chevrolet, désormais hors d'usage, « une larme coule sur le visage facilement extatique de Bimal. Comme si, à la loi abstraite du karma, il avait substitué celle des recyclages humains de la matière. » (S. Daney, Le tacot de Ghatak, in: Libération, 31 octobre 1986.)